# Gaskó Balázs
Gaskó Balázs (Budapest, 1969. január 1.– ) magyar gyermekszínész, szerkesztő, műsorvezető.

## Élete
Édesanyja gyógypedagógus, édesapja szakács volt.
Már gyerekként érdekelte a színjátszás és a kamera. A helyi színjátszócsoport tagjaként kisebb szereplései voltak a televízióban és rádióadásokban is. Még gyermekként a Szarvashiba és A jég lovagja című alkotások szereplője volt.
A Budapesti Fazekas Mihály Gyakorló Általános Iskola és Gimnáziumba járt, majd a Madách Imre Gimnáziumban érettségizett.
Az Eötvös Loránd Tudományegyetemen bölcsészdiplomát szerzett. Már tizenkilenc évesen, 1989. január elsejétől a Magyar Televízió gyermekműsora, a Kölyökidő műsorvezetője lett, és azóta egyfolytában a képernyőn van. A Pecatúra című horgászmagazin, majd olyan tudományos ismeretterjesztő műsorok házigazdája volt, mint a Válaszd a tudást!, a Tiszta kvíz, az Észbontó és a Hogy volt?!
2002 és 2003 között az RTL Klub hétvégi gyerekblokkját, a Kölyökklubot vezette. 2005-től visszatárt a közmédiához, ahol a Tiéd a világ! műsorvezetője lett, majd 2007-ben az Egyenlő esélyeket mindenkinek című, a megváltozott munkaképességű emberek munkavállalási lehetőségeiről szóló műsoré. Az Időutazók történelmi dokumentumfilm házigazdájaként is feltűnt a televízió képernyőjén.
A Balatoni nyár műsorban nyáron, délelőttönként köszöntötte a nézőket, valamint az M1 népszerű napi műsorának, a Család-barátnak a műsorvezetője is volt. 2017-től 2022-ig az Ön is tudja műveltségi kvízműsort vezette az M5-ön.
A Jazzy és Klasszik Rádió (Nyitány) reggeli műsorvezetője
Nős, egy leány (Judit, 1995) és egy fiú (Márk, 2000) édesapja.